# علجوم الحصى
علجوم الحصى هو نوعٌ من العلاجيم ينتمي إلى جنس علجوم الشجيرات. يقطن علجوم الحصى دولة فنزويلا، بالغابات المدارية الجبلية المطيرة التي تمثّل بيئته الطبيعية، متضمّنة غابات الأمازون، حيث يمكن أن يوجد على الصخور بالبيئات الهضبية الجبلية [الإنجليزية] (كجبل روراميا مثلاً). وهو من الضفادع التي تنشط نهاراً لا مساءً. هذا النوع ليس معروفاً إلا من منطقتين بالعالم كله، هم هضبتا كوكينان ويوروناي الواقعتين في ولاية بوليفار الفنزويلية، على ارتفاع يتراوح من 2,300 إلى 2,700 متر فوق مستوى البحر. يبلغ طول ذكور علجوم الحصى ما يتراوح من 16.5 إلى 23.5 سنتيمتراً، وأما الإناث فتصل حتى 20.4 إلى 30 سنتيمتراً.

## السلوك والحياة

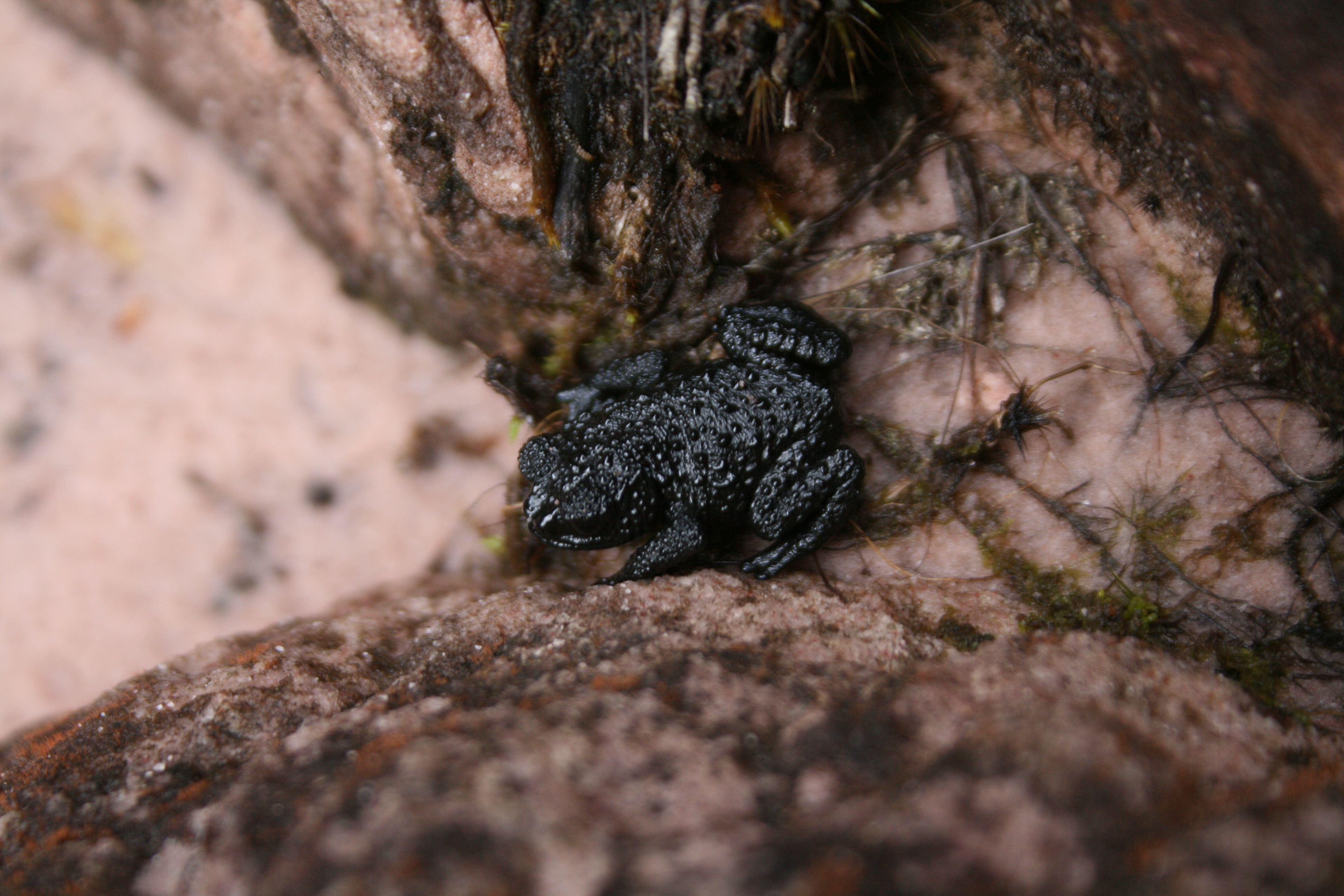
علجوم حصى في جبل روراميا بفنزويلا.

لدى هذه الحيوانات تقنية دفاعية خاصّة وفريدةٌ جداً، لا يتشاركها معها إلا عدد قليل من أقاربها الوثيقين، فعندما تواجه خطراً ما تتكوَّر على نفسها وتتدحرج من فوق منحدرٍ عالٍ للهرب من مفترسها، ولا يعرّضها ذلك لأي ضرر، فبالنظر إلى خفة وزنها الشديدة لن يتسبّب لها الأمر بأي أذى بمجرّد أن تقوم بشدّ عضلاتها.
تتكاثر علاجيم الحصى جماعياً، فيحوي كل عشٍّ لها العديد من العلاجيم، وفي إحدى الحالات عُثرَ على عشٍّ واحدٍ به 103 علاجيم و321 بيضة.

## الانحفاظ
يصنف الاتحاد العالمي للحفاظ على الطبيعة علجوم الحصى على القائمة الحمراء للأنواع المهددة بالانقراض كنوعٍ غير مُحصَّن، بسبب كونه معروفاً من منطقتين بالعالم فقط، وهو ما يجعله أكثر حساسية للتهديدات، لكن أعداده مستقرّة بالوقت الحاضر، وهو يُعدّ نوعاً شائعاً ببيئته الطبيعية، كما أنه مُسجَّل عند تراث يوروناي القومي مما يوفّر له المزيد من الحماية.